# 大綜麻杵命
大綜麻杵命（おおへそきのみこと、生没年不詳）は、古代日本の豪族・物部連の祖。『先代旧事本紀』では大綜杵命、『新撰姓氏録』では大閉蘇杵命とも表記する。

## 概要
『日本書紀』の崇神天皇紀に崇神天皇の母・伊香色謎命の父として物部氏遠祖大綜麻杵と見える。『日本書紀』ではそれ以外に目立った活動は伝えられないが、『先代旧事本紀』の「天皇本紀」では、孝元天皇即位8年春正月に物部連公の祖・宇摩志麻治命の子孫である大綜杵命を大禰とし、兄弟の欝色雄命を大臣としたことが記される。また、開化天皇即位8年春正月には大臣となったことが伝えられる。
『新撰姓氏録』左京神別の大宅首条では建新川命の祖父として登場する。
なお、物部氏初期の系譜は史料によって混乱が見られるが、大綜麻杵命については饒速日命の5世孫で内色許男命と同一世代（兄弟）とする系譜にはほとんど異説がない。